# Tweede Kamerverkiezingen 2021/Kandidatenlijst/Trots op Nederland
Dit is de kandidatenlijst voor de Tweede Kamerverkiezingen van 2021 van Trots op Nederland zoals die op 5 februari 2021 is vastgesteld door de Kiesraad.

## De lijst
1. Sander van den Raadt, Haarlem - 7.500 stemmen
2. Dana van Kessel, Haarlem - 1.790
3. Jac Amand, Haarlem - 106
4. Sabina Achterbergh, Amsterdam - 1.166
5. Henk Smits, Weert - 436
6. Sebastiaan Veenstra, Leeuwarden - 420
7. Lodewijk Koenen, Haarlem - 46
8. Sheila Neijman, Leiden - 283
9. Johan Rijbroek, Haarlem - 43
10. Luud Klarenbeek, Cuijk - 367
11. Maikel Kat, Zaandam - 172
12. Willem Sikkema, Hasselt - 96
13. Erwin van Oosterom, Apeldoorn - 245
14. Vera Verhagen, Haarlem - 187
15. Joop Dekker, Amsterdam - 68
16. Colinda Cordés, Albrandswaard - 68
17. Arjan Gelder, Alkmaar - 205

VVD · PVV · CDA · D66 · GroenLinks · SP · PvdA · ChristenUnie · Partij voor de Dieren · 50PLUS · SGP · DENK · FVD · BIJ1 · JA21 · Code Oranje · Volt · NIDA · Piratenpartij · LP · JONG · Splinter · BBB · NLBeter · LHK · OPRECHT · JEZUS LEEFT · TROTS · UCF · Lijst 30 · PvdE · DFP · VSN · WZNL · Modern Nederland · De Groenen · PvdR
2010 · 2021